# 1930 في بيرو
فيما يلي قوائم الأحداث التي وقعت خلال عام 1930 في بيرو.

## سياسة

### تعيين في المنصب
- 25 أغسطس – مانويل ماريا بونس رئيس بيرو.
- 27 أغسطس – لويس ميغيل سانشيز سيرو رئيس بيرو.
- 24 نوفمبر – خوسيه بوستامانتي ص ريفيرو Minister of Justice and Human Rights  [لغات أخرى]‏.

### انتهاء فترة المنصب
- 25 أغسطس – أوغستو ليقيا رئيس بيرو.
- 27 أغسطس – مانويل ماريا بونس رئيس بيرو.

## رياضة
- 1 يناير – الدوري البيروفي لكرة القدم 1930 الفائز أتلتيكو تشالاكو.

## مواليد

### يناير
- 28 يناير – جوليا سانشيز

### أبريل
- 17 أبريل – خوسيه سعيد رجل أعمال تشيلي.

### مايو
- 12 مايو – أبيل ساليناس سياسي بيروفي.